# Брокгауз, Герман
Ге́рман Брокга́уз (нем. Hermann Brockhaus, 28 января 1806, Амстердам — 5 января 1877, Лейпциг) — немецкий востоковед, ведущий специалист своего времени по санскриту и персидскому языку. Сын известного издателя Фридриха Арнольда Брокгауза и зять композитора Рихарда Вагнера.

## Карьера
Третий сын Фридриха Арнольда Брокгауза, Герман изучал восточные языки, в первую очередь санскрит, в университетах Лейпцига, Гёттингена и Бонна, где он являлся студентом Августа Вильгельма фон Шлегеля, основателя немецкой индологии; посещал библиотеки в Копенгагене, Париже, Лондоне, Оксфорде. После этого он несколько лет жил во Франции и Англии, пока не перебрался в Дрезден. В 1839 году учёный был назначен экстраординарным профессором восточных языков в Йенский университет, где преподавал санскрит и персидский язык, начиная с летнего семестра 1840 года. Вместе со своим коллегой Иоганном Густавом Стиккелем, преподавателем семитских языков, Брокгауз заложил основы восточной филологии на гуманитарном факультете Йенского университета. В 1842 году Брокгауз получил назначение в Лейпциг, где в 1848 году он получил должность ординарного профессора индийских языков и литературы. Принимал активное участие в организационной деятельности университета; в 1872—1873 годах являся ректором.
Лекции Брокгауз читал в основном по санскриту, хотя изучал также древнееврейский, арабский и персидский языки; также читал лекции по пали, авестийскому и китайскому языкам.

## Личная жизнь
В 1836 году Брокгауз женился на Оттилии Вагнер, сестре композитора Рихарда Вагнера. Его первый сын Клеменс Брокгауз (1837—1877), лютеранский теолог, был профессором Лейпцигского университета, младший — Фридрих Брокгауз (1838—1895) — был профессором в Базеле, Киле, Марбурге и Йене.

## Научная деятельность
Среди работ Брокгауза особенно выделяется издание «Катхасаритсагары» (1839—1866), сборника произведений Сомадевы Бхатты, заложившее основы научного исследования происхождения народных санскритских историй; выделяется также критическое издание стихов, написанных персидским лирическим поэтом Хафизом Ширази. Им также были подготовлены издания Вендидада (во многом способствовало последующим исследованиям зороастризма), философской драмы Кришны Мишры под названием «Прабодхачандродая» (1834—1845) и персидской обработки «Романа о семи римских мудрецах»; автор труда Über den Druck sanskritischer Werke mit lateinischen Buchstaben, касающегося санскритских произведений, напечатанных латинским алфавитом, и нашедшего всеобщее признание.
С 1853 года Брокгауз в течение многих лет являлся редактором Zeitschrift der Deutschen Morgenländischen Gesellschaft («Журнала Немецкого восточного общества»), основателем которого являлся, и временно — с 1856 года — Энциклопедии Эрша и Грубера.